# Abdirahman Mohamed Farole
 (mars 2012).
Si vous disposez d'ouvrages ou d'articles de référence ou si vous connaissez des sites web de qualité traitant du thème abordé ici, merci de compléter l'article en donnant les références utiles à sa vérifiabilité et en les liant à la section « Notes et références ».
Abdirahman Mohamed Farole (en somali : Cabdiraxmaan Maxamuud Faroole, en arabe : عبد الرحمن محمد, né le 6 juin 1945) est un homme politique somali, président du Pount du 8 janvier 2009 au 8 janvier 2014.
Il ne réclame pas l'indépendance vis-à-vis de la Somalie.